# Matt Grimes
Matthew Jacob „Matt” Grimes (ur. 15 lipca 1995 w Exeter) – angielski piłkarz występujący na pozycji pomocnika w Swansea City.